# 泉井純一
泉井 純一（いずい じゅんいち、1936年（昭和11年）11月5日 - 2024年（令和6年））は、日本の実業家。元泉井石油商会代表。大阪府大阪市出身。

## 来歴・人物
大阪府大阪市出身。大阪府立天王寺高等学校、早稲田大学政経学部卒業。宝酒造に入社するが、家業を継ぐために退社し、27歳の頃に大阪にてガソリンスタンドの経営に成功。急速に経営を拡大する。
しかし、1995年に大阪国税局の査察が入り、1996年末には東京地検特捜部の捜査が開始される。国税当局によると、1992年から1994年にかけて、三井鉱山から24億円、三菱石油と三井鉱山の石油取引きの仲介手数料名目として30億円、三菱石油と中堅商者の石油取引きの仲介手数料名目で10億円の総額約64億円の資金提供を受け、政官界への接待や賄賂に使っていたとされる（泉井事件）。
その後、1996年11月7日に脱税容疑で逮捕。その後、詐欺、贈賄の容疑で起訴される。後に1億2000万円の保釈金で保釈。1997年11月28日に国会で証人喚問される。裁判では詐欺については無罪、脱税と贈賄については有罪となり、2000年に懲役2年、罰金8000万円の判決を受ける。2002年9月10日に出所。
泉井本人の書くところによると山崎拓、小渕恵三、森喜朗、武部勤、甘利明、渡辺美智雄ら多くの自民党議員、通商産業省の歴代次官、大蔵次官、阪神の吉田義男、横綱貴乃花らに多額の金を振る舞うタニマチをやり、千代の富士の九重部屋の後援会長を行っていた。
2024年死去。

## 著書
- 夢のまた夢 - ナニワのタニマチ（2008年、講談社）

### 関連書籍
- 野望の系譜　闇の支配者腐った権力者（共同通信社会部・著、2001年、講談社+α文庫） - インタビュー収録
- 別冊宝島　日本タブー事件史3（2008年、宝島社） - インタビュー収録